# Tazlina River
Der Tazlina River ist ein 48 Kilometer langer rechter Nebenfluss des Copper Rivers im Süden des US-Bundesstaats Alaska.

## Verlauf
Der Tazlina River bildet den Abfluss des an der Nordflanke der Chugach Mountains gelegenen Tazlina Lakes, der vom Tazlina-Gletscher gespeist wird. Der Tazlina River fließt parallel zum Glenn Highway ostwärts und mündet elf Kilometer südöstlich von Glennallen in den Copper River, der zum Golf von Alaska fließt. Der Fluss wird acht Kilometer oberhalb der Mündung von der Trans-Alaska-Pipeline sowie drei Kilometer oberhalb der Mündung vom Richardson Highway überquert.
Der Tazlina River entwässert ein Areal von 6890 km². Der mittlere Abfluss an der Mündung beträgt 115 m³/s. Während der Schnee- und Gletscherschmelze in den Monaten Juli und August treten die höchsten Abflüsse im Jahr auf.

## Name
Die Bezeichnung der Ureinwohner Alaskas für den Fluss wurde 1848 von Rufus Serebrenikov als „Tlieshitna“ dokumentiert. Henry Tureman Allen verwendete 1887 die Schreibweise „Tezlina“.